# Grågylling

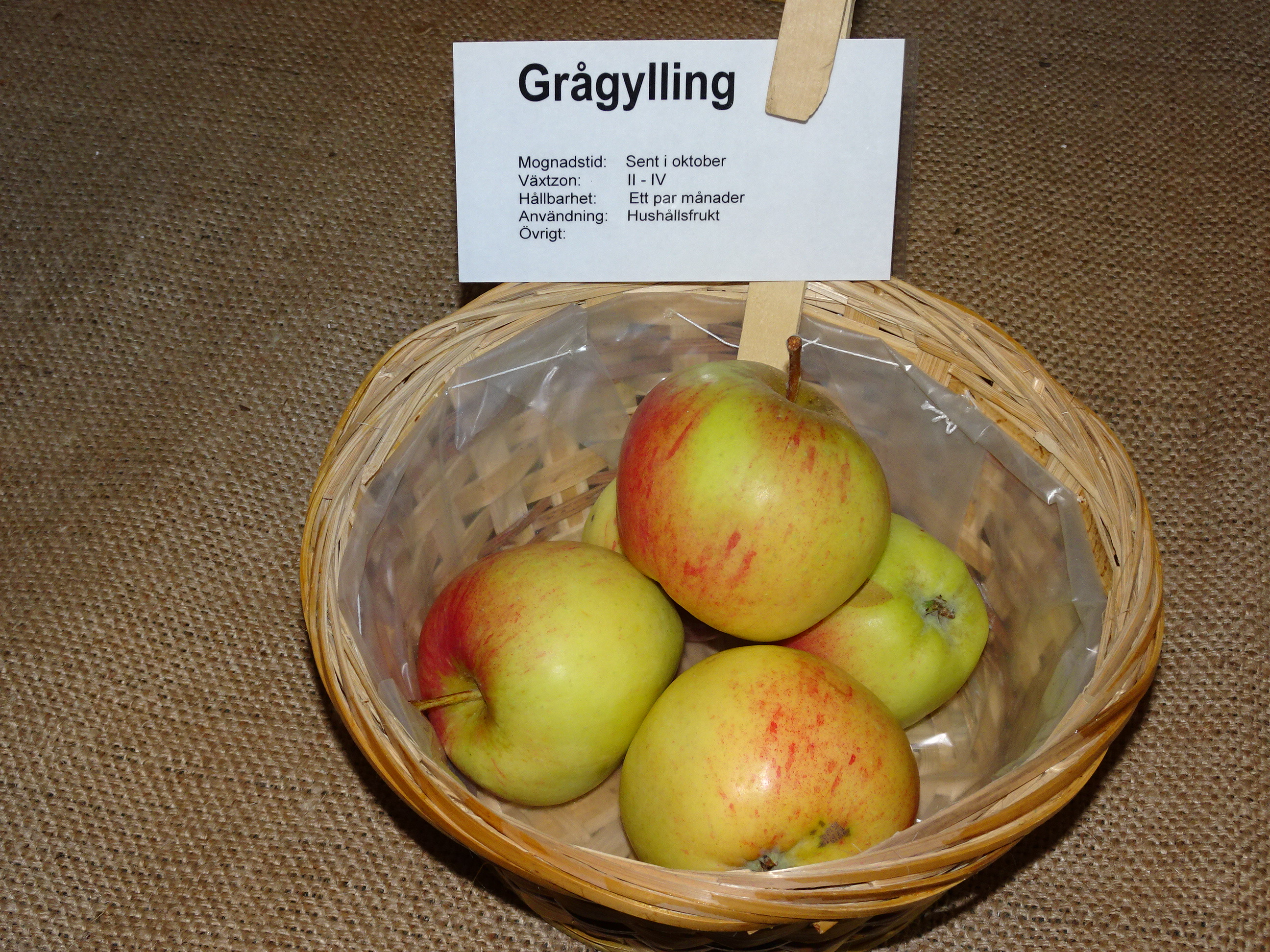
Grågylling-äpplen utställda i Vallby friluftsmuseum i Västerås.

Grågylling (litografi av målning av Henriette Sjöberg (1842–1915)).

Grågylling är en rödgul äppelsort och dess ursprung är omtvistat, Olof Eneroth menar dock att äpplet har sitt ursprung i Frankrike. Synonymt namn Vinterpostof. Köttet på detta äpple är vitgrönt, och äpplet smakar sött, syrligt, och en aning egenartat. Blomningen på detta äpple är medeltidig, och äpplen som pollineras av Grågylling är bland andra Oranie, Sävstaholm, Wealthy, och Åkerö. I Sverige odlas Grågylling gynnsammast i zon I-IV.